# Stictophaula elzbietae
Stictophaula elzbietae är en insektsart som beskrevs av Andrej Vasiljevitj Gorochov 1998. Stictophaula elzbietae ingår i släktet Stictophaula och familjen vårtbitare. Inga underarter finns listade i Catalogue of Life.